# Results (альбом)
Results — девятый студийный альбом американской актрисы и певицы Лайзы Миннелли, выпущенный 12 сентября 1989 года на лейбле Epic Records. Альбом был спродюсирован группой Pet Shop Boys и Джулианом Мендельсоном, для себя певица открыла новый жанр синти-поп. В Европе пластинка стала успешной, добравшись до 6-го места в Великобритании и получив там золотую сертификацию.

## Предыстория и запись
В 1988 году Миннелли выразила заинтересованность в создании поп-альбома, после того как она присоединилась к Epic Records. Том Уоткинс, менеджер Pet Shop Boys, примерно в это же время находился в американском офисе Epic, продвигая свою новую группу Bros. Он узнал, что Миннелли подписала контракт с Epic и предположил ей сотрудничество. Певица ранее уже слышала песню «Rent», ей понравилось и она согласилась, узнав, что они заинтересованы поработать с ней. Теннант был давним поклонником Миннелли и решил написать несколько песен специально для неё. В марте 1989 года Миннелли была на гастролях в Лондоне, записала вокал для альбома в течение дня. Придя в студию, она с удивлением обнаружила, что музыкальное сопровождение уже записано — ранее певица с таким не сталкивалась. Она описала работу с дуэтом очень забавной, но и сложной, сказав, что Теннант не пошёл на компромисс и продвигал идею, что она должна петь на диапазон ниже, чем она привыкла. Она выразила желание записать кавер-версию песни «Rent», а также выразила особое удовлетворение песней «So Sorry, I Said», сказав, что текст песни очень ей подходит. В целом она была впечатлена работой дуэта в лирическом плане и была очень довольна готовым альбомом.

## Контент
Семь из десяти песен были написаны двумя участниками Pet Shop Boys Крисом Лоу и Нилом Теннантом; «Rent» и «Tonight Is Forever» Pet Shop Boys уже записали для своих альбомов Please (1986) и Actually (1987). Песня «Losing My Mind» была взята из мюзикла Стивена Сондхайма «The Follies». «Twist in My Sobriety» является кавер-версией песни певицы Таниты Тикарам, которую она включила в свой альбом Ancient Heart 1988 года. «Love Pains» также является кавер-версией песни Ивонн Эллиман 1979 года.

## Коммерческий приём
Первый сингл «Losing My Mind» был выпущен в августе 1989 года. Миннелли продвигала эту песню на различных телевизионных шоу в Европе и США. Она стала большим хитом в Великобритании, достигнув шестого места в чарте. Альбом был выпущен через месяц, он также достиг шестого места в альбомном чарте Соединённого Королевства. Альбом также достигли 13 места в Испании и были сертифицирован там золотым. Альбом был менее успешным в Соединенных Штатах, достигнув лишь 128 места в Billboard 200. Ещё три сингла были выпущены с альбома в 1989 и 1990 годах, а именно «Don’t Drop Bombs», «So Sorry, I Said» и «Love Pains», все они попали в чарты Великобритании. Только в Европе альбом разошелся тиражом более чем 600 000 экземпляров.

## Отзывы критиков
Альбом получил смешанные отзывы критиков. В The Guardian назвали его «изысканной квинтэссенцией современной поп-техники, пронизанной значительными традициями музыкального театра», а в Los Angeles Times  — «одним из самых увлекательных альбомов года» с «интригующими балладами и танцевальными песнями». Музыкальный критик Уильям Рульман заявил, что Results был больше альбомом Pet Shop Boys, нежели Лайзы Миннелли. Сопродюсер Нил Теннант заявил в интервью 1996, что Results — «один из лучших альбомов» Pet Shop Boys.

## Список композиций
| №                   | Название                | Автор(ы)                          | Длительность |
| ------------------- | ----------------------- | --------------------------------- | ------------ |
| 1.                  | «I Want You Now»        | Крис Лоу, Нил Теннант             | 4:41         |
| 2.                  | «Losing My Mind»        | Стивен Сондхайм                   | 4:11         |
| 3.                  | «If There Was Love»     | Крис Лоу, Нил Теннант             | 6:47         |
| 4.                  | «So Sorry, I Said»      | Крис Лоу, Нил Теннант             | 3:14         |
| 5.                  | «Don’t Drop Bombs»      | Крис Лоу, Нил Теннант             | 3:39         |
| 6.                  | «Twist in My Sobriety»  | Танита Тикарам                    | 4:51         |
| 7.                  | «Rent»                  | Крис Лоу, Нил Теннант             | 3:54         |
| 8.                  | «Love Pains»            | Стив Барри, Майкл Прайс, Дон Уолш | 4:10         |
| 9.                  | «Tonight Is Forever»    | Крис Лоу, Нил Теннант             | 5:04         |
| 10.                 | «I Can’t Say Goodnight» | Крис Лоу, Нил Теннант             | 4:52         |
| Общая длительность: | Общая длительность:     | Общая длительность:               | 45:25        |

## Позиции в хит-парадах
Еженедельные чарты:
| Хит-парад (1989–1990)            | Высшая позиция |
| -------------------------------- | -------------- |
| Австралия (ARIA)                 | 94             |
| Великобритания (UK Albums Chart) | 6              |
| Германия (Offizielle Top 100)    | 47             |
| Испания (PROMUSICAE)             | 13             |
| Нидерланды (Album Top 100)       | 92             |
| США (Billboard 200)              | 128            |
| Швеция (Sverigetopplistan)       | 23             |

## Сертификации и продажи
| Регион                                                      | Сертификация | Продажи  |
| ----------------------------------------------------------- | ------------ | -------- |
| Великобритания (BPI)                                        | Золотой      | 100 000^ |
| Испания (PROMUSICAE)                                        | Золотой      | 50 000^  |
| ^ Данные о тиражах приведены только на основе сертификации. |              |          |